# Görkorcsolya
A görkorcsolya mint sport egy dinamikus és látványos mozgásforma, amely ötvözi a gyorsaságot, az ügyességet és az egyensúlyt. Többféle versenyszámban is űzhető, például gyorskorcsolyában, műkorcsolyában vagy extrém stílusokban, mint a freestyle és a downhill.

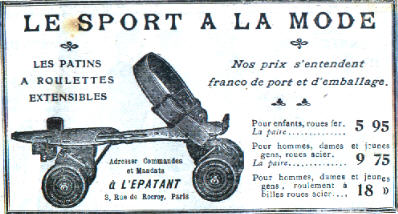
Egy XX. század eleji, rendes cipőkre szerelhető modell reklámja

## Fitness-görkorcsolya

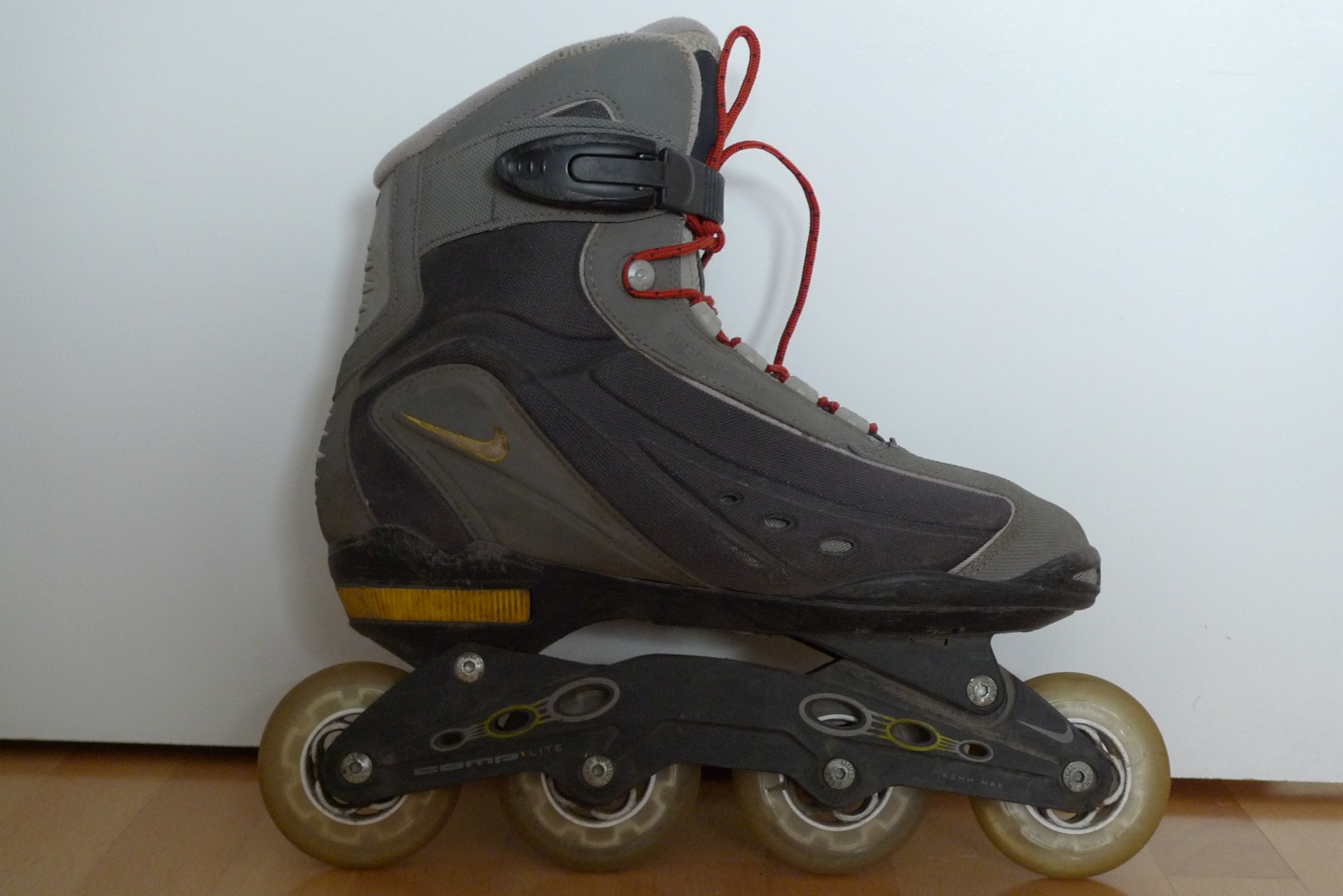
Fitnesz görkorcsolya

A boltokban kapható görkorcsolyák többsége ebbe a csoportba tartozik. Jellemzőjük a magas szárú, kényelmes cipő, egy sorban elhelyezett 4 db 72–84 mm-es közepes keménységű kerékkel. Általános szabadidős célra, városi közlekedésre és kisebb kirándulásokra használható. Használatakor térd-, csukló-, könyökvédő, valamint sisak viselése ajánlott.
A kezdők esetén a fékezési technikák elsajátítása előtt a városi forgalomba veszélyes kimenni.

## „Agresszív görkorcsolya”

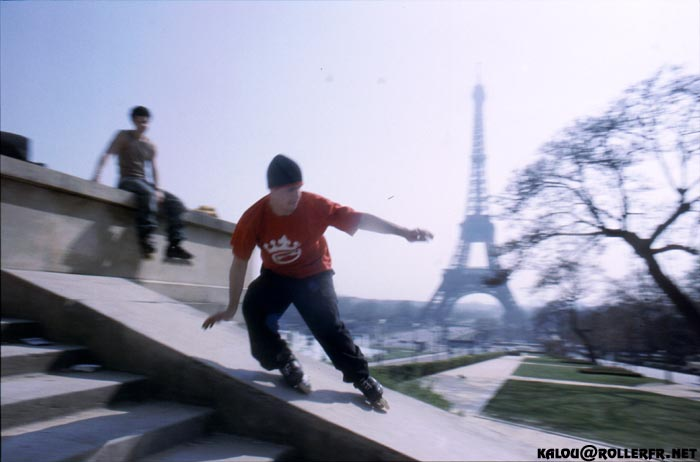
Korcsolyázók Párizsban

Elsősorban lépcsőkön, korlátokon, félcsövekben és egyéb speciális akadályokon való ugrásokhoz kifejlesztett korcsolyatípus. Jellemzője a zömök, strapabíró bakancs, négy vagy kettő, egymás mögött elhelyezett, széles, szögletes keresztmetszetű, kis átmérőjű, kemény kerék. A két középső kerék között megerősített talprész található, amely a korlátokon és éleken való oldalirányú csúszás eszköze.

## Gyorsasági görkorcsolya

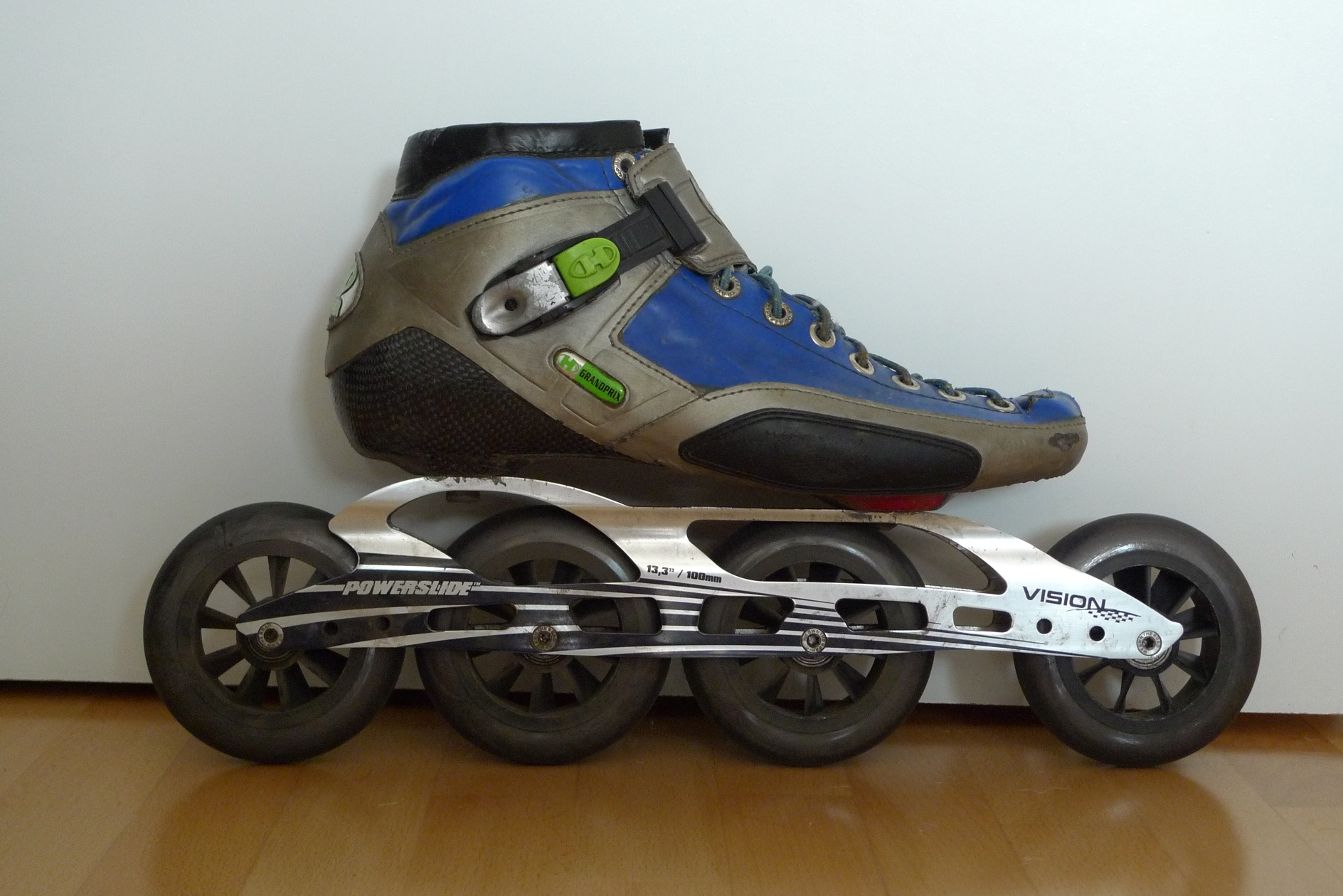
Gyorsasági görkorcsolya

Gyorsasági versenyzéshez kifejlesztett görkorcsolyatípus. Jellemzője az alacsony szárú, könnyített cipő, egy sorban elhelyezett 5×80–95 mm, illetve újabban 4×100 mm-es kerékkel. A kerekek csapágyai a súly csökkentése érdekében kisebb méretűek, mint a Fitness korcsolyáknál (ún. mikrocsapágy).
A versenyeket zárt körpályán, vagy közúton rendezik. Magyarország nemzetközi szabványoknak megfelelő görkorcsolya-pályái Jászberényben, Szegeden (lásd bejegyzés végén) és Tatabányán találhatók. Budapestieknek edzés céljára a Görzenál és a Puskás Ferenc Stadion körüli aszfaltcsík áll rendelkezésre. Az említett pályákon kívül a Hungaroringen is rendeznek minden ősszel görkorcsolya-versenyt. Külföldön népszerűek a görkorcsolya maratonok, amelyeken a győztes idő akár 1 órán belülre is eshet!
A gyorsasági görkorcsolyázás technikája eltér a jégpályán alkalmazott gyorskorcsolyázási technikától. A profi görkorcsolya versenyzők az egyenes szakaszokon ugyanis az ún. Double-Push technikát használják, amelyben hagyományos V alakú lépések helyett S betű szerű nyomvonalon haladnak. Ez által egy lépéssel nagyobb távolság tehető meg, és a lépés folyamán az idő nagyobb részében lehet hajtóerőt kifejteni. Ezzel a technikával 40 km/h fölötti tartós sebesség is elérhető. Az országúti versenyeken a versenyzők bolyokban haladnak, így csökkentve a légellenállás hatását.
Időközben elkészült Szegeden is egy igazi, gyorsasági görkorcsolyázásra alkalmas versenypálya, döntött kanyarokkal. 2006 szeptembere óta tehát két versenypálya létezik Magyarországon. Mindezeken túl 2005 óta rendezik Szegeden a hangulatos Skate Night esti korizásokat, ahol több száz amatőr korizhat Szeged legszebb pontjain át biztonságos körülmények között, rendőri felvezetéssel. A táv hossza közel 10 km. Júniustól kezdődően minden hónap első keddjén…

## Egyéb görkorcsolyázási stílusok

### Nordic blading
Ennél a technikánál a korcsolyázó sífutáshoz hasonlóan kézzel botokkal is hajtja magát a sportoló. Magyar neve: északi összetett.

### Görhoki
A jégkorong görkorcsolyás megfelelője. Itt a hokikorcsolyákra hasonlító cipőket használnak, amelyeknél a kerekeket tartó keret lehetővé teszi az első és hátsó kerék tengelymagasságának kismértékű megemelését. Ez utóbbi a fordulékonyság növelése miatt szükséges. A játék jellegéből adódó sok esés miatt a szokásos védőfelszerelések (sisak, térd-, könyök- és csuklóvédő) mellett további védőeszközöket (pl. fenékvédő) is használnak.

### Downhill
Hegyről lefelé való görkorcsolyázást jelent. Az USA-ban népszerű versenyváltozatban 80–90 km/h sebességgel teljes védőfelszerelésben gurulnak le a lezárt hegyi utakon. A kanyarokban kihelyezett szalmabálákkal növelik a biztonságot.
A kevésbé extrém szabadidős változatban síbotokkal a carving síelés technikájával (karcolt rövidlendületek) haladnak lefelé a lejtőn. Magyar neve: lesiklás.

### Tánc
Ebben a műfajban maradtak meg a hagyományos elrendezésű görkorcsolyák, ahol a kerekek nem egy sorban, hanem két tengelyen vannak elhelyezve.(ez a stílus csak haladóknak ajánlott)!

### Szlalom
Itt bójákat kerülgetve trükköznek. A bóják általában 80 cm távolságra vannak egymástól, de a nagyobb versenyeken 50 cm és 150 cm távolságú sávok is vannak.

## Fékezési és megállási technikák

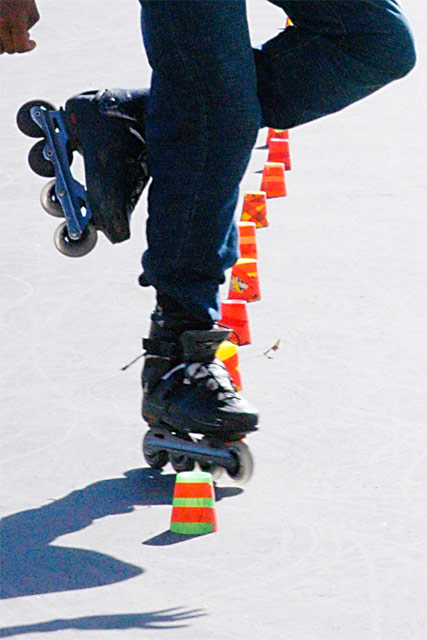
Szlalomozó fitnesz-görkoris

- Sarokfék: Nem túl elegáns, zajos módja a megállásnak, viszont könnyű megtanulni és a kerekeket is kíméli. Ez a módszer nem túl hatásos. A féktáv meglehetősen hosszú.
- T-fék: A fél korcsolyára helyezve a testsúlyt a másik korcsolyát kicsit oldalt hátraengedve keresztbe fordítva lenyomjuk a földre, és így alakul ki a fékező hatás. Hátránya, hogy erősen koptatja a kerekeket.
- Hóeke: Enyhe lejtőn a sebesség csökkentésére alkalmas módszer, amely hasonlít a síelésnél alkalmazott hóekére.
- Magic Slide: Hirtelen megállásra használható módszer, amelynél a fékező lábat mély szögben bedöntve előretoljuk, a hátsó lábon pedig hátrafelé gurulunk.
- Szlalomfékezés: A síelők fékezéséhez hasonló módszer, amikor váltakozó irányú éles kanyarokkal csökkentjük a sebességet.

## Görkorcsolya diszkó
A hetvenes évek közepétől a nyolcvanas évek elejéig volt a népszerűsége csúcsán a részben sport részben szórakoztató létesítménynek tekinthető görkorcsolyadiszkó. Nevéből adódóan egy jégpályánál kisebb méretű, fedett, fapadlójú terem, ahol általában kerek vagy ovális pályán, az óramutató járásával szemben körben haladva, élő vagy gépzenével kísérve lehetett görkorcsolyázni. A diszkó korszak hanyatlásával népszerűsége valamelyest csökkent, de főleg Amerikában mai napig szép számmal található görkorcsolya diszkó. Hollywood is feldolgozta a témát, legismertebb görkorcsolya diszkó filmek a Roller Boogie, a Skatetown U.S.A. és az Olivia Newton-John főszereplésével készült Xanadu. Az Ápolandó ápolók című vígjátéknak is van egy humoros görkorcsolya diszkó jelenete.